# Alessio Sarti
Alessio Sarti (Firenze, 8 settembre 1979) è un ex calciatore italiano, di ruolo portiere.

## Carriera
Nella sua carriera ha preso parte a 5 campionati di Serie B, collezionando 58 presenze in campionato, precisamente 27 con la maglia del Ravenna e 31 nelle file del Cesena.